# Star Wars: Příběhy rytířů Jedi (seriál)
Star Wars: Příběhy rytířů Jedi (v anglickém originále Tales of the Jedi) je americký animovaný antologický seriál, který pro streamovací službu Disney+ vytvořili Dave Filoni a Charles Murray. Je součástí mediální franšízy Star Wars, jehož první řada sleduje různé postavy Jediů z období prequelové trilogie. Dílo produkovala společnost Lucasfilm Animation.
Filoni začal seriál psát během práce na seriálu Star Wars Mandalorian a první oficiální podrobnosti o něm odhalil v květnu 2022. Skládá se ze šesti epizod rozdělených do dvou „cest“, z nichž jedna sleduje postavu Ahsoky Tano a druhá zobrazuje postavu hraběte Dooku. Série využívá stejný výtvarný styl animace jako Filoniho dřívější seriál Star Wars: Klonové války, hlavním postavám propůjčili své hlasy Liam Neeson, Micheál Richardson, Janina Gavankar a Matt Lanter.
Premiéra všech šesti dílů první řady proběhla najednou 26. října 2022. Seriál získal uznání kritiky s chválou na jeho animaci, scénář a hudbu. V dubnu 2023 byla oznámena druhá řada, která však nakonec vyšla jako samostatný, ale související seriál pod názvem Star Wars: Příběhy z Impéria (v anglickém originále Star Wars: Tales of the Empire) s premiérou 4. května 2024.

## Premisa
Epizody seriálu vyprávějí krátké příběhy, v nichž vystupují Jediové z období prequelové trilogie Star Wars. Šest epizod je rozděleno do dvou "cest": první sleduje Ahsoku Tano v různých obdobích jejího života a druhá zachycuje mladého hraběte Dooku před jeho pádem na temnou stranu Síly.

## Postavy a obsazení podle dílů
Nenamluvená camea zde měli i Yoda, Plo Koon, Tera Sinube, Saesee Tiin, Caleb Dume, Depa Billaba a Mon Mothma.

### Život a smrt
- Janina Gavankar (v českém znění Zuzana Novotná[9]) jako Pav-ti, matka Ahsoky Tano[1]
- Sunil Malhotra (v českém znění Viktor Dvořák[9]) jako Nak-il
- Toks Olagundoye (v českém znění Zuzana Mixová[9]) jako Gantika
- Noshir Dalal (v českém znění Jiří Krejčí[9]) jako vesničan

### Spravedlnost
- Corey Burton (v českém znění Miloslav Mejzlík[9]) jako hrabě Dooku
- Micheál Richardson (v českém znění Vendelín Urban[9]) jako mladý Qui-Gon Jinn
- Mark Rolston (v českém znění Josef Vrána[9]) jako senátor Dagonet
- Josh Keaton (v českém znění Josef Bánovec[9]) jako syn senátora Dagoneta
- Vanessa Marshall (v českém znění Zuzana Mixová[9]) jako stará vesničanka

### Volba
- Corey Burton (v českém znění Miloslav Mejzlík[9]) jako hrabě Dooku
- TC Carson (v českém znění Pavel Rímský[9]) jako Mace Windu
- Theo Rossi (v českém znění Ondřej Kavan[9]) jako senátor Larik
- Terrell Tilford (v českém znění Martin Hruška[9]) jako Semage
- Andrew Kishino (v českém znění Jiří Roskot[9]) jako strážce a Hanel
- Brian George (v českém znění Stanislav Lehký[9]) jako Ki-Adi-Mundi

### Sithský lord
- Corey Burton (v českém znění Miloslav Mejzlík[9]) jako hrabě Dooku
- Ian McDiarmid (v českém znění Jan Vágner[9]) jako Darth Sidious
- Bryce Dallas Howard (v českém znění Marcela Nohýnková[9]) jako Yaddle[7]
- Liam Neeson (v českém znění Jaromír Meduna[9]) jako Qui-Gon Jinn[10]
- Flo Di Re (v českém znění Zuzana Mixová[9]) jako Jocasta Nu
- Meg Marchand jako hlas počítače v archivu Chrámu Jedi

### Cvičení dělá mistra
- Ashley Eckstein (v českém znění Sára Nygrýnová[9]) jako Ahsoka Tano
- Matt Lanter (v českém znění Petr Ryšavý[9]) jako Anakin Skywalker[7]
- James Arnold Taylor (v českém znění Saša Rašilov[9]) jako Obi-Wan Kenobi
- Dee Bradley Baker (v českém znění Jan Šťastný[9]) jako kapitán Rex, Jessie a ostatní klony

### Rozhodnutí
- Ashley Eckstein (v českém znění Sára Nygrýnová[9]) jako Ahsoka Tano
- Phil LaMarr (v českém znění Ivan Jiřík[9]) jako senátor Bail Organa
- David Shaughnessy (v českém znění Ivo Hrbáč[9]) jako stařec
- Dana Davis (v českém znění Elizaveta Maximová[9]) as vesničanka, sestra
- Bryton James (v českém znění Jiří Panzner[9]) jako vesničan, bratr
- Clancy Brown (v českém znění Josef Vrána[9]) jako inkvizitor

## Seznam dílů
| Č. v seriálu | Původní název          | Český název         | Režie                | Scénář                       | Premiéra na Disney+ |
| ------------ | ---------------------- | ------------------- | -------------------- | ---------------------------- | ------------------- |
| 1            | Life and Death         | Život a smrt        | Nathaniel Villanueva | Dave Filoni                  | 26. října 2022      |
| 2            | Justice                | Spravedlnost        | Saul Ruiz            | Dave Filoni                  | 26. října 2022      |
| 3            | Choices                | Volba               | Charles Murray       | Charles Murray a Élan Murray | 26. října 2022      |
| 4            | The Sith Lord          | Sithský lord        | Saul Ruiz            | Dave Filoni                  | 26. října 2022      |
| 5            | Practice Makes Perfect | Cvičení dělá mistra | Saul Ruiz            | Dave Filoni                  | 26. října 2022      |
| 6            | Resolve                | Rozhodnutí          | Saul Ruiz            | Dave Filoni                  | 26. října 2022      |